# Felix Brych
Felix Brych (Munique, 3 de agosto de 1975) é um advogado e árbitro de futebol alemão.
Felix Brych é um árbitro que pertence à Associação de Futebol da Baviera e começou a apitar na Bundesliga em 2004, tornando-se árbitro FIFA em 2007. A sua primeira partida internacional foi entre a Romênia e o Luxemburgo, que terminou 2 a 0 para os romenos, durante as eliminatórias para a Euro 2008.
Brych puxou o cartão vermelho mais rápido da história da Bundesliga, aos 87 segundos no primeiro jogo da temporada 2010/2011, entre o Colônia e o Kaiserslautern.
Felix Brych representou a Alemanha na Copa do Mundo FIFA de 2014 no Brasil.
Também foi escolhido a arbitrar o jogo entre Polônia e Portugal pela Euro 2016 pelas quartas de final.
Também foi escolhido a apitar a final da UEFA Champions League 2016-17 entre Juventus e Real Madrid.

## Polêmicas

### Gol fantasma
Na partida entre Hoffenheim e Bayer Leverkusen em 18 de outubro de 2013 pela Bundesliga, Brych validou um gol de Stefan Kießling que entrou por fora da meta. A partida terminou com vitória do Leverkusen porém a equipe do Hoffenheim exigiu a realização de uma nova partida.

### Expulsão de Cristiano Ronaldo
Na partida entre Valencia e Juventus em 19 de setembro de 2018 válida pela Liga dos Campeões da UEFA, Brych expulsou o jogador Cristiano Ronaldo, depois de derrubar e passar a mão sobre a cabeça do jogador Jeison Murillo. Mesmo com esta expulsão, a partida terminou com vitória da Juventus, porém, Cristiano Ronaldo não pode jogar o jogo contra o Young Boys, válido pela segunda rodada do grupo H da Liga dos Campeões de 2018-19.